# Tommy Westlund
Tommy Westlund (né le 29 décembre 1974 à Fors en Suède) est un joueur professionnel suédois de hockey sur glace. Il évolue au poste d'ailier.

## Biographie

### Carrière en club
Il débute en senior dans la Division 1 avec l'Avesta BK en 1991. Il découvre en 1995 l'Elitserien avec le Brynäs IF. Il est choisi au quatrième tour en quatre-vingt-treizième position par les Hurricanes de la Caroline lors du repêchage d'entrée dans la LNH 1998. Il part alors en Amérique du Nord et assigné au Beast de New Haven dans la Ligue américaine de hockey. Le 2 octobre 1999, il joue son premier match dans la Ligue nationale de hockey avec les Hurricanes chez les Bruins de Boston. Il met un terme à sa carrière en 2004 après une dernière saison avec le Leksands IF.

### Carrière internationale
Il représente la Suède au niveau international.

## Statistiques

### En club
| Saison     | Équipe                    | Ligue       |     | Saison régulière | Saison régulière | Saison régulière | Saison régulière | Saison régulière |   | Séries éliminatoires | Séries éliminatoires | Séries éliminatoires | Séries éliminatoires | Séries éliminatoires |
| Saison     | Équipe                    | Ligue       | PJ  | B                | A                | Pts              | Pun              | PJ               | B | A                    | Pts                  | Pun                  |                      |                      |
| 1991-1992  | Avesta BK                 | Division 2  | 27  | 11               | 9                | 20               | 8                |                  |   |                      |                      |                      |                      |                      |
| 1992-1993  | Avesta BK                 | Division 1  | 32  | 9                | 5                | 14               | 32               |                  |   |                      |                      |                      |                      |                      |
| 1993-1994  | Avesta BK                 | Division 1  | 31  | 20               | 11               | 31               | 34               |                  |   |                      |                      |                      |                      |                      |
| 1994-1995  | Avesta BK                 | Division 1  | 32  | 17               | 13               | 30               | 22               |                  |   |                      |                      |                      |                      |                      |
| 1995-1996  | Brynäs IF                 | Elitserien  | 18  | 2                | 1                | 3                | 2                |                  |   |                      |                      |                      |                      |                      |
| 1995-1996  | Brynäs IF                 | Allsvenskan | 18  | 10               | 10               | 20               | 4                | 8                | 1 | 0                    | 1                    | 4                    |                      |                      |
| 1996-1997  | Brynäs IF                 | Elitserien  | 50  | 21               | 13               | 34               | 16               |                  |   |                      |                      |                      |                      |                      |
| 1997-1998  | Brynäs IF                 | Elitserien  | 46  | 29               | 9                | 38               | 45               | 3                | 0 | 1                    | 1                    | 0                    |                      |                      |
| 1998-1999  | Beast de New Haven        | LAH         | 50  | 8                | 18               | 26               | 31               |                  |   |                      |                      |                      |                      |                      |
| 1999-2000  | Hurricanes de la Caroline | LNH         | 81  | 4                | 8                | 12               | 19               |                  |   |                      |                      |                      |                      |                      |
| 2000-2001  | Hurricanes de la Caroline | LNH         | 79  | 5                | 3                | 8                | 23               | 6                | 0 | 0                    | 0                    | 17                   |                      |                      |
| 2001-2002  | Hurricanes de la Caroline | LNH         | 40  | 0                | 2                | 2                | 6                | 19               | 1 | 0                    | 1                    | 0                    |                      |                      |
| 2002-2003  | Hurricanes de la Caroline | LNH         | 3   | 0                | 0                | 0                | 0                |                  |   |                      |                      |                      |                      |                      |
| 2002-2003  | Lock Monsters de Lowell   | LAH         | 22  | 1                | 3                | 4                | 12               |                  |   |                      |                      |                      |                      |                      |
| 2003-2004  | Leksands IF               | Elitserien  | 14  | 3                | 2                | 5                | 6                |                  |   |                      |                      |                      |                      |                      |
| Totaux LNH | Totaux LNH                | Totaux LNH  | 203 | 9                | 13               | 22               | 48               | 25               | 1 | 0                    | 1                    | 17                   |                      |                      |

### En équipe nationale
| Année | Compétition          |   | PJ | B | A | Pts | Pun | +/-           |  | Résultat |
| 1998  | Championnat du monde | 1 | 0  | 0 | 0 | 0   | 0   | Médaille d'or |  |          |